# الطيبة (المثلث)

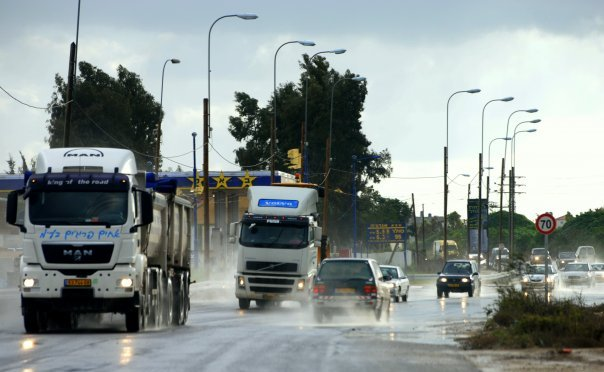
"شارع 444"، الشّارع الرئيسي في مدينةِ الطيبة والشّارع الأهمُّ في المنطقةِ، حيث يربطُ بين ثلاثة مُدن؛ الطيبة، قلنسوة والطيرة، ويربطُ بين الشّمال والجنوب.

الطيبة (بالعبرية: טַיִּבָּה) هي مدينة عربيّة تقع في وسط إسرائيل وتحديدًا في منطقة المُثلّث. تُعتبر اليوم رابع أكبر مدينة عربيّة داخل الخط الاخضر بعد الناصرة ورهط وأم الفحم، وتعتبر أكبر مدينة في المُثلّث الجنوبي. أسَّسها المماليك في عامِ 1265م على وجهِ التقريب، وقد سُلِّمَت لإسرائيل بمُوجَبِ اتفاقيَّة الهُدنة مع الأُردن أو ما يُعرف باتفاقيَّةِ رودوس في 3 نيسان/أبريل عام 1949م؛ وبقي أهلُها فيها ولم يهجروها.
ترتفعُ عن سطحِ البحر حوالي (75-150) مترًا، تبلغُ مساحة أراضيها حوالي 19,000 دونمًا، ويبلغ عدد سكانها 50,000 نسمة تقريبًا كلهم من العرب المسلمين. وتنقسمُ أراضيها إلى قسمين من حيثُ الموقع والنوع؛ أمّا الأوّل فيضمُّ الأراضي الجبليّة ويشملُ مُسطّح المدينة والأراضي الواقعة في شمالِ وشرقِ وجنوبِ المدينة، أمَّا القسمُ الآخر فيضمُّ الأراضي السهليّة الواقعة في الغربِ من المدينةِ.
كانت الطيبة سابقًا تتبع قضاء طولكرم أمّا اليوم فهي تابعة للواءِ المركز حسب التقسيم الإداري الإسرائيلي. لا تخلو الطيبة من أيِّ مُكوِّناتِ المدينة فهي تملكُ القاعدة الإقتصاديَّة والتجاريَّة، كما أنَّها تعيش اليوم في تطوَُراتٍ مُهمَّةٍ بالمجالاتِ الإقتصاديَّة، التربويَّة، التعليميَّة والرياضيَّة كما وتعتبر إحدى المدن المركزية في المثلث ولدى عرب 48 أيضًا.

## التاريخ
خلال الحرب العربية - الإسرائيلية الأولى عام 1948، تمكنت القوات الإسرائيلية من الاستيلاء على أراضي البلدة، ولكنها لم تتمكن من الاستيلاء على المدينة نفسها. مع أنه سادت بشائر خير بين سكانها في سيطرة اليهود على أراضيهم مقابل إعلان الهدنة بين الملك عبد الله واليهود، كان من المفهوم أنه سيكون ذلك ارتياح كبير لأنها لم تشملهم مع أراضيهم. أو هكذا كانوا يظنون. ومع ذلك، فإن قانون الاستيلاء على أملاك الغائبين، الذي صدر في عام 1950 كان له أثار رجعية وسلبية، وقد وضعت خصيصاً لرعاية مثل هذه الحالات. بالرغم من أن أغلبهم لم يتحرك من قريتهم، فإن إسرائيل أعلنت أن السكان هم «الغائبين» (أو المشردين داخل فلسطين) وأرضهم «الممتلكات المتروكة» أنها فقدت 8,000 من أصل 11,000 دونم (45 كيلومتر مربع).

### فزعة شباب الطيبة لنجدة الطيرة
كانت الطيرة في عام 1948 محاطة بعدد من المستوطنات اليهودية، فمن الجنوب تقع مستوطنة رمات هكوفيش ومن الغرب مستوطنة حيروت ومن الشمال الغربي تقع كفار هيس وتلموند، لذا رأى الجانب اليهودي أن الطيرة موقع متقدم ومقلق بالنسبة لهذه المستوطنات وأنها تشكل خطراً عليها وتهدد أمنها. لذا تعرضت الطيرة لمناوشات واعتدائات وهوجمت عدة مرات من قبل التنظيمات اليهودية.
وقعت المعركة الأولى يوم الخميس 13 أيار 1948 عندما هاجمت الهجاناه الطيرة من الجهة الشمالية الغربية من مستوطنة كفار هيس فدخلوا كروم الطيرة المحاطة بسياج من الصبر وقد قصدوا المفاجئة ومباغتة الطيرة وحاميتها لذا كانت الأوامر عدم إطلاق النار على أصحاب الكروم والمزارعين لكسب عنصر المباغتة.
شاهد عدد من المزارعين الجنود اليهود الزاحفين تجاه الطيرة فهرعوا نحو الحامية في الاستحكامات الغربية من البلدة وقد حفرت بمحاذاة البيوت في الجهة الغربية وأعلموهم بذلك ودخلوا البلدة ناشرين خبر الهجوم فهبَّ المُقاتلون وكل من كان معه قطعة سلاح نحو المنطقة المهددة. وكان أيضاً في الطيرة حامية من المتطوعين السوريين من جيش الإنقاذ.
وفي فترة وجيزة أخذَ المُسلحون مواقعهم في الاستحكامات ولما كُشِفَ أمر الهجوم وقعت المعركة وارتفع صوت الرشاشات والبنادق في أرض المعركة.
استبسل المجاهدون الذين كانت تنقصهم الخبرة القتالية والسلاح الكافي ولكن بفضل التصميم على الثبات والإيمان بعدالة حربهم ودفاعهم عن بلدهم كان العامل الحاسم في هذة المعركة فردوا المهاجمين خائبين وقد خلفوا ورائهم عدداً كبيراً من القتلى والأسلحة في أرض المعركة التي دارت رحاها في وضح النهار في كروم الطيرة الغربية.
وقد سقط أربعة شهداء في هذة المعركة ثلاثة من أهل الطيرة وهم:
1. محمد طه
2. عبد الحفيظ أسعد
3. أبو عثمان من قرية مسكة
4. وأما الشهيد الرابع فكان مقاتلاً سورياً.

وفي اليوم التالي (الجمعة) 14 أيار 1948 قامت الهجاناه بهجوم ثاني على الطيرة التي كسبت المعركة الأولى ورفعت من معنويات أهلها إلا أنهم من باب الحيطة والحذر رحلّوا قسماً من النساء والأولاد بعيداً عن أرض المعركة. وقد حدث ما توقعوه. فقد بدأت القذائف والقنابل تقع على الطيرة وعلى استحكاماتها ثم تبع ذلك الهجوم من الجهة الجنوبية من رمات هكوفيش وتقدم حتى وصلوا مشارف بيوت الطيرة وبفضل النجدات التي وصلت إلى الطيرة من الطيبة قام قسم منها بحركة التفاف من الجهة الجنوبية الشرقية على المعتدين وقلبوا موازين المعركة لصالح المجاهدين، فتراجع المهاجمون فارين إلى رمات هكوفيش وحافظوا المدافعون عن الطيرة وبعض المواقع، أهمها الحاووز وأوقعوا عدد كبير من القتلى والجرحى في صفوفهم وبذلك انتهت المعركة الثانية بالنصر رغم وقوع ستة شهداء.
ووقعت المعركة الثالثة التي تُعرف لدى أهالي الطيرة والطيبة بمعركة المدافع وكان ذلك يوم الأحد 27 أيار 1948، حيث قصف المهاجمون اليهود الطيرة من عدة جهات بمدافع المورتر قصفاً شديداً استمر طيلة الليل مما جعل السكان الخروج من القرية فارين من خطر القذائف ولم يبقى إلا المقاتلون.
وقد جاء المهاجمون من جهة الشمال حتى وصلوا المدرسة العمرية - اليوم، فاشتبكوا مع الحامية المحلية التي نفذت ذخيرتها وأصبح الخطر يهدد الطيرة بالسقوط بأيدي المهاجمين لولا وصول النجدة من الطيبة والتي ضربت طوقاً على القوات المهاجمة دون تخطيط مما أربك المهاجمين واعتقدوا أنهم وقعوا في مصيدة ففروا هاربين تاركين أسلحتهم وعتادهم في أرض المعركة مما رفع من معنويات أهالي الطيرة وطاردوا فلولا المهاجمين في كروم القرية الشمالية موقعين فيهم خسائر فادحة.
ومن الشباب الطيباويين الذين اشتركوا في هذة المعركة:
1. عفيف مصاروه عبد الرحيم الحاج يحيى
2. عبد الفتاح الدسوقي
3. أحمد رمضان اجميل
4. عبد الحميد نصر هدهد حاج يحيى.

هذا وقد قام المجاهدون بسحب رأس أحد المهاجمين وراء سيارة نقلته حتى قرية الطيبة بعد هذة المعركة دخل الجيش العراقي الطيرة وجعل له مقراً واحداً وأحدثَ نظاماً جديداً من (الطابات) ونقاط الدفاع كما جنّد عدد من الشباب ودُفِعَ لهم الرواتب.
في هذة هذة الفترة وقعت مناوشات كثيرة مع رمات هكوفيش. وفي أعقاب هذه وقعت «معركة كينات أبو علبة» في الجهة الجنوبية بعد أن احتلها اليهود فقام الجيش العراقي بقصف الموقع ثم تلاه هجوم بمشاركة المقاتلين من أبناء الطيبة والطيرة وتمّ استعادة الموقع وتحريرة.
وممن اشترك في هذة المعركة من أبناء الطيبة:
1. عبد الرحمن الهدهد (أبو خالد)
2. أبو سليم مصاروة (مصري)
3. عبد الرحمن الشيخ يوسف
4. مصطفى جبالي (أبو الحكم)
5. حسن التلي

وآخرون من عائلة بلعوم، جبالي وعائلة جبارة.

## الجغرافيا
تقع مدينة الطيبة في منطقة المثلث، وبالتحديد في المثلث الجنوبي في إسرائيل، وتعتبر أكبر مدينة في المنطقة، كما وتقع في قلب الشارون، تحدها من الشمال مدينة طولكرم ومن الغرب مدينة قلنسوه وتحدها من الشرق منطقه جبلية ومن الجنوب مستوطنة تسور يتسحاك وكوخاب يئير.

## أمن وسمعة المدينة
كانت مدينة الطيبة مشهورة بين البلدان العربية واليهودية بكثرة حالات القتل والعنف الذي كان متفشي فيها وذلك اثر صراع مستمر بين عائلتين أحدهما عائلة عريقة وكبيرة بالطيبة والأخرى من أم الفحم أدى لمصرع العديد من الشبان من الطرفين على مر السنين. وبالفترة الأخيرة دحر أهل الطيبة هذة الظاهرة خارج المدينة آخر نشطاتها كانت مظاهرة اشترك بها 10 آلاف شخص وبعد عام (2009-2010) الأمن من بين السنين التي إندلع به الصراع فتقريباً كل النشاطات الإجرامية اختفت من الساحة الطيباوية ليعود أهلها لكنيتهم التي هم معروفين بها ولحسن ضيافتهم وتكريم الضيف ولتغلب شهامتهم وعزيمتهم المشهورة بين البلدان جميع محاولات تشوية سمعة المدينة.

## السكان
وفقًا لبيانات دائرة الإحصاء المركزية حتى نهاية يوليو 2023، يُقدر عدد سكان الطيبة بنحو 50,000 نسمة (المرتبة 47 من بين السلطات المحلية في إسرائيل). نما عدد السكان بمعدل نمو سنوي قدره 1.4% . بلغت نسبة الحاصلين على شهادة البجروت من طلاب الصف الثاني عشر للعام 2020-2021 حوالي 86.7% . بلغ متوسط الراتب الشهري للعامل خلال العام 2019 نحو 5,848 شيكل (المعدل الوطني: 9,745 شيكل).
وفيما يلي رسم بياني لنمو السكان في المدينة:

المصدر: دائرة الإحصاء المركزية.

### أعلام الطيبة

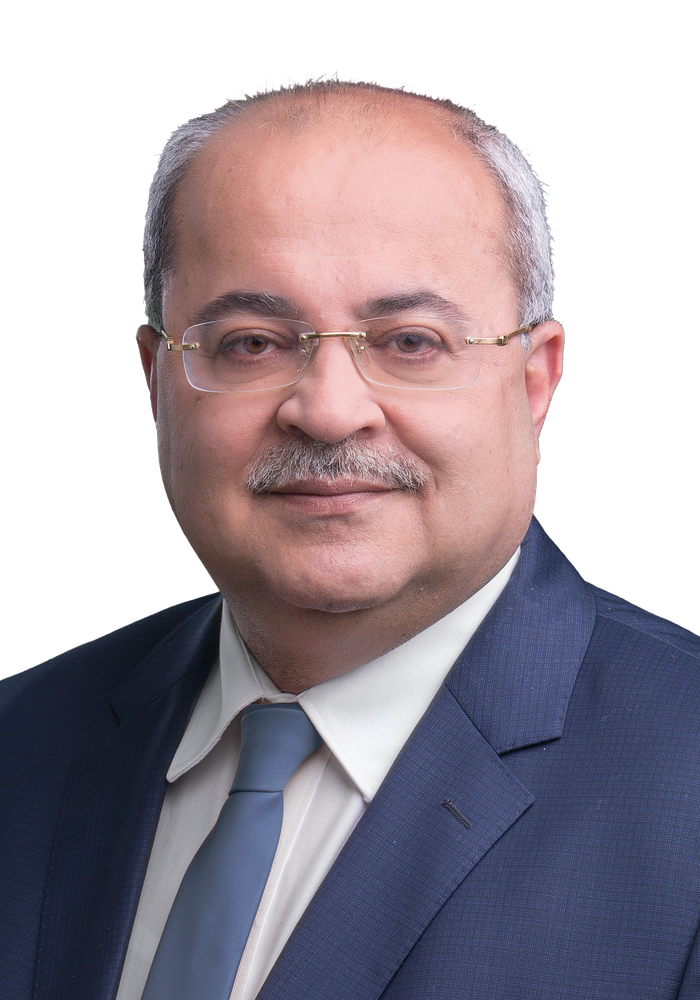
عضو الكنيست د. أحمد طيبي

- محمود الناشف، أول عضو كنيست عربي ورئيس مجلس الطيبة البلدي ثلاث دورات، وفي عهده أدخل شبكة الكهرباء إلى البلدة.
- أحمد الطيبي، هو عضو عربي في الكنيست الإسرائيلي منذ سنة 1999، ويمثل الأقلية الأصلية الفلسطينية في إسرائيل (عرب 48) والتي تشكل ما يقارب 20% من عامة السكان.
- عارف عبد الرازق عبد القادر، أحد زعماء ثورة فلسطين 1936 وقادتها الكبار.
- قيس ناشف، ممثل فلسطيني.
- سنان عبد القادر، معماري فلسطيني.
- عبد الله حاج يحيى، كيميائي صيدلي وطبيب.
- درويش عبد القادر المقدادي، مربي ومناضل فلسطيني.
- هدى محمود الناشف، محاضرة في الجامعة الأمريكية في القاهرة، مصر.
- عبد اللطيف الطيباوي، من كبار المربيين في منطقة طولكرم.
- سليم حاج يحيى، بروفيسور وباحث في مجال الطب، وهو من الرواد عالميًا في مجال الجراحة المعقّدة للقلب، وزراعة القلب الاصطناعي والرئة.[7]
- تيسير الناشف، مؤرخ وكاتب ومترجم فلسطيني.[8]
- قيس عبيد، قائد عسكري في حزب الله.[9][10]
- محمد توفيق الطيبي، قاضي ورجل دين وسياسي فلسطيني.[11][12]

### رؤساء الطيبة

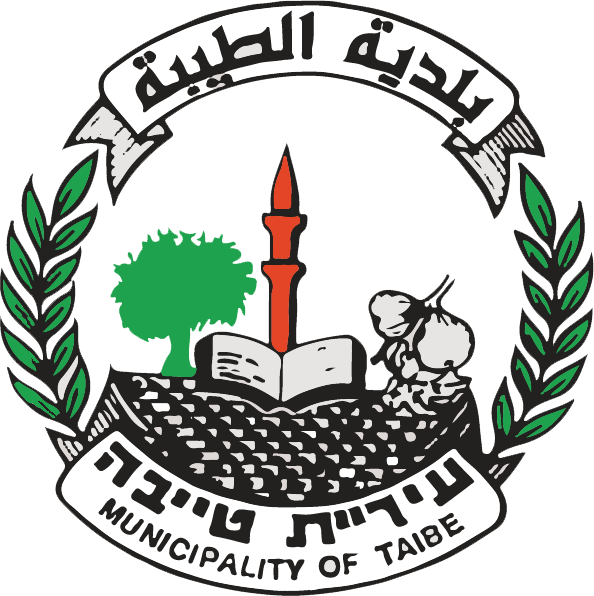
شعار بلدية الطيبة

|    | الرئيس                                                   | السنة       |
| -- | -------------------------------------------------------- | ----------- |
| 1. | عبد اللطيف صالح جبارة                                    | 1952 - 1955 |
| 2. | محمود الناشف                                             | 1955 - 1959 |
| 3. | عبد اللطيف الشيخ حسن الصالح جبارة                        | 1959 - 1965 |
| 4. | عبد الرحيم الحاج إبراهيم الحاج يحيى                      | 1965 - 1969 |
| 5. | أحمد صابر مصاروة وأحمد علي عبد مصاروة (أبو عفيف)         | 1969 - 1974 |
| 6. | عبد الرحيم الحاج إبراهيم الحاج يحيى وعبد الحميد أبو عيطة | 1974 - 1978 |
| 7. | عبد اللطيف حبيب مصاروة                                   | 1978 - 1984 |
| 8. | عبد اللطيف حبيب مصاروة                                   | 1984 - 1989 |

|    | الرئيس                                         | السنة       |
| -- | ---------------------------------------------- | ----------- |
| 1. | رفيق الحاج يحيى                                | 1989 - 1998 |
| 2. | عصام مصاروة                                    | 1998 - 2002 |
| 3. | صلاح جبارة                                     | 2002 - 2005 |
| 4. | الشيخ المهندس عبد الحكيم الحاج يحيى            | 2005 - 2007 |
|    | لجانٍ مُعينة تغيّرت خمس مرات على مدار ثماني سنوات | 2007 - 2015 |
| 5. | المحامي شعاع مصاروة منصور                      | 2015 - 2024 |
| 6. | مدقق الحسابات يحيى حاج يحيى                    | 2024- الآن  |

## معالم المدينة
من أبرز معالم المدينة:
- العلية (بناية من العصر العثماني)
- السباط
- خربة جبارة

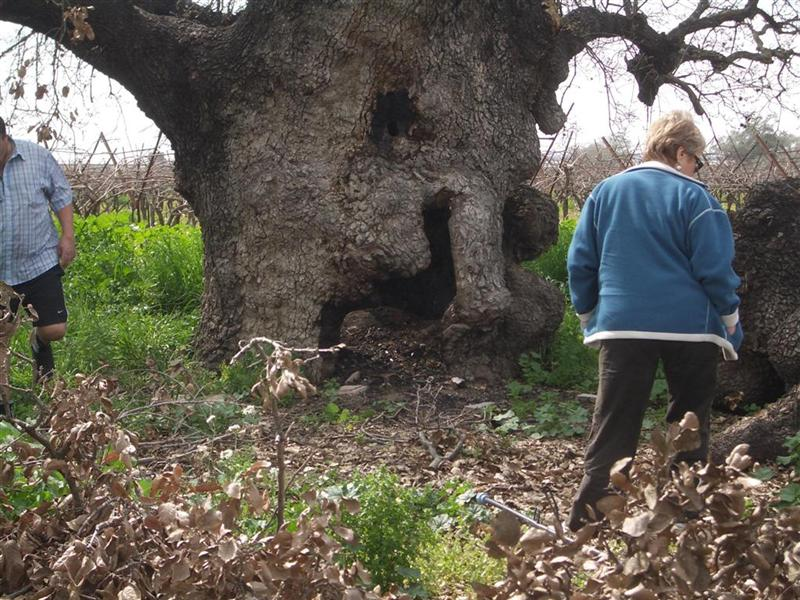
شجرة سنديان في الطيبة تعد الأكبر في فلسطين.

- شجرة سنديان تعد الأكبر في فلسطين حيث يبلغ قطرها (690 سم) وتبلغ من العمر (1,400 سنة) وشجرة الكينا التي تعد من رموز الطيبة وتعود الى عائلة الحاج يحيى .

### مساجد الطيبة
في الطيبة 14 مسجدا ومصلى هي:

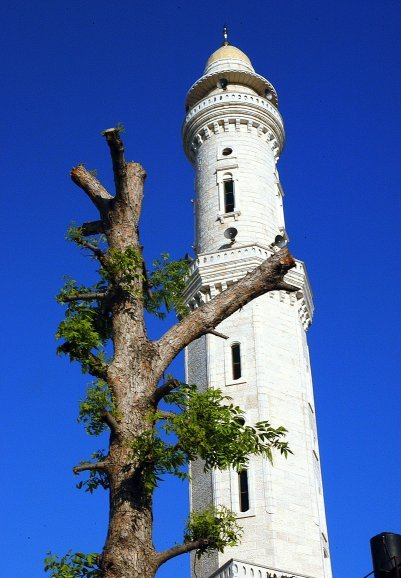
مسجد صلاح الدين الأيوبي.

1. جامع عمر بن الخطاب (في البلدة القديمة - منطقة الحارة)
2. جامع صلاح الدين الأيوبي (في البلدة القديمة - الحارة الشرقية)
3. جامع خالد بن الوليد (شمال الطيبة - الحارة الفوقا)
4. جامع العلم والإيمان (جنوب الطيبة - الحارة التحتا)
5. جامع علي بن أبي طالب (شرق المدينة)
6. جامع بلال بن رباح (شمال غرب المدينة - بالقرب من قرية فرعون وقرية الراس التابعة لمحافظة طولكرم)
7. جامع نداء الإسلام (المنطقة الغربية)
8. جامع أبو هريرة (حي الشل - المنطقة الشرقية)
9. جامع عثمان بن عفان (حي الجلمة - المنطقة الغربية)
10. جامع النور (حي البدو - جنوب غرب المدينة)
11. جامع السوق (في منطقة السوق القديم - غرب المدينة)
12. جامع سيد الشهداء حمزة (في السهول والأراضي الزراعية غرب المدينة)
13. جامع أبو بكر الصديق (في المنطقة الصناعية - جنوب شرق المدينة)
14. جامع رياض الصالحين (المنطقة الجنوبية)

## المؤسسات والمراكز
تُعتبر مدينة الطيبة مركزاً تجارياً وثقافياً هاماً للمدن والقرى المجاورة.

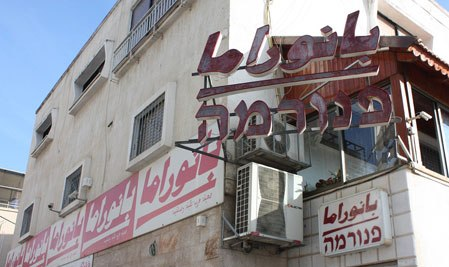
مؤسسة بانوراما

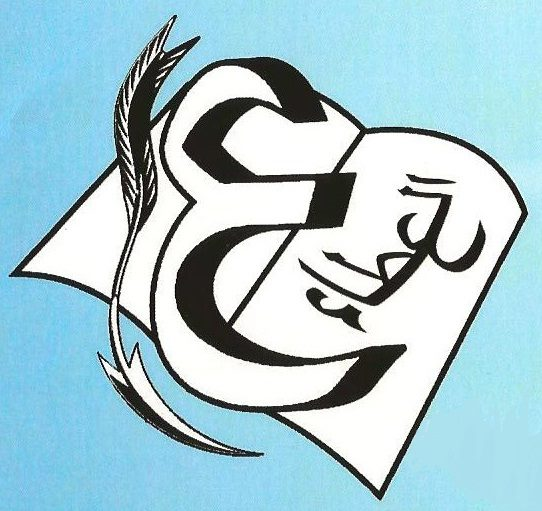
شعار جمعية العطاء من تصميم عضو الجمعية، السيد: بهاء جبارة

- المكتبة العامة في الطيبة تعتبر صرح ثقافي كبير ومهم وهي من أكبر المكتبات في المنطقة من حيث عدد الكتب والنوعية النادرة.
- مؤسسة كندة، للإنتاج الفني، مبادرة طلائعية من فريق شباب وشابات مهني مبدع خريج كلية المنار لتدريس السينما والتلفزيون.
- المجمع ونادي الكراتيه الإسلامي.
- مؤسسة «بانوراما»،  صحيفة عربية أسبوعية تنشر بالطيبة وتوزع لباقي البلدان العربية وموقع أخبار الأهم والأكثر قراءة ومشاهدة في الوسط العربي.
- جمعية العطاء أو مجموعة العطاء هي مجموعة شبابية تحمل راية الإيمان، العلم والعمل، والتمت شمولهم حول فكرة العطاء، وقرّروا بأن ينتقلوا من مستوى الكلام، اللوم والعتب إلى الفعل والعمل.
- المحكمة الشرعية التي تخدم سكان المدينة ومنطقة المثلث.
- مركز الدعم التعليمي (ماتيا الطيبة).
- مؤسسة القلم الأكاديمية - الطيبة.
- معهد ترخيص السيارات (بيت النجوم) - يخدم منطقة المثلث الجنوبي.
- جمعية «المعالي» للتعليم العالي.
- جمعية تالا.
- جمعية الطيبة معاً - الصحوة الشبابية، جمعية خيرية أقيمت بسبب الأوضاع الاجتماعية والأمنية المتدنية بالطيبة تقوم بالأعمال التطوعية والفعاليات من أجل شباب البلد وتوحيدهم وإرجاعهم للطريق السليم والمنهج الإسلامي.
- مكاتب الرفاة الاجتماعي للبالغين والقاصرين - يخدم منطقة المثلث.
- جمعية تشرين لإحياء الثقافة  على فيسبوك.

### المدارس
المدارس الابتدائية

| - مدرسة الغزالي - مدرسة عمر بن الخطاب - مدرسة ابن خلدون - مدرسة ابن رشد | - مدرسة البخاري - مدرسة الحكمة - مدرسة الزهراء - مدرسة ابن سينا «أ» | - مدرسة ابن سينا «ب» - مدرسة أجيال - مدرسة الشافعي - مدرسة الخوارزمي |

المدارس الإعدادية
| - مدرسة النجاح - مدرسة المجد، فتحت المدرسة أبوابها سنة 2009 ويبلغ عدد طلابها 655 طالب ويدرس فيها 55 معلم، مدير المدرسة المربي الاستاذ وجيه بلعوم - مدرسة الاخوة - مدرسة السلام |

المدارس الثانوية
| - المدرسة الثانوية عتيد المجد - المدرسة الثانوية يوسف شاهين - المدرسة الثانوية عمال1 (الخلة) - المدرسة الثانوية عتيد النجاح |

المدارس الخاصة
- مدرسة الإيمان
- مدرسة الداخلية

### الكليات

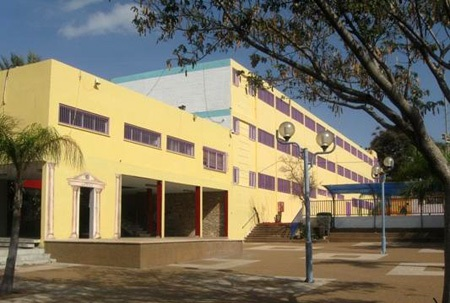
كلية عمال1 الطيبة للهندسيين المؤهلين

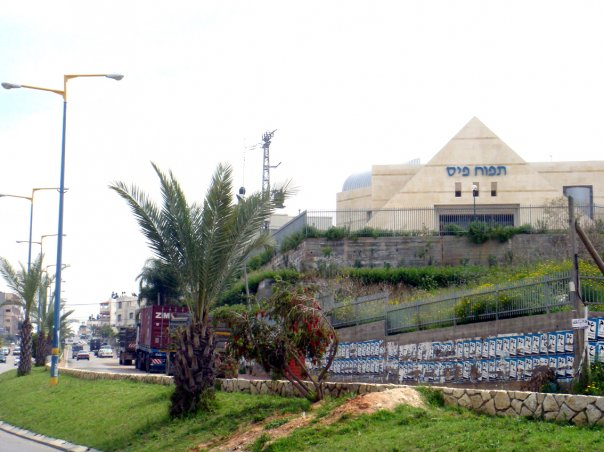
المركز الجماهيري بايس

- كلية عمال1 الطيبة للهندسيين المؤهلين، والتي تعد أهم كلية في منطقة المثلث الجنوبي ويأتي طلابها من جميع منطقة المثلث.
- مدرسة عمال التكنولوجية
- كلية المنار للسينما والتلفزيون، الكلية الأولى للسينما والتلفزيون في الوسط العربي.
- المدرسة التعليمية للزراعة وجودة البيئة.
- مركز الموهوبين

يتواجد في المدينة مركز بايس للعلوم والتكنولوجيا والفنون الذي يوفر قاعات علوم وحاسوب واجتماعات موسعة ومتطورة للمدارس الثانوية. يستعمل المركز أيضاً كمعرض للفنون والكتاب ويعد الأهم بالمنطقة.
كما ويوجد مركز جماهيري آخر غرب المدينة يتبع لمدرسة عتيد الثانوية يحتوي على قاعة رياضية شاسعة تستعمل وتستضيف بها فرق كرة السلة للمدينة لعباتها وأيضاً تستعمل لأنشطة ثقافية اجتماعية وتربوية هامة لسكان المدينة والمدن والقرى المجاورة.

## الرياضة
تعتبر مدينة الطيبة من المدن العربية التي تمتلك قاعدة رياضية واسعة، وخاصة في كرة القدم حيث نجد أنه يوجد في المدينة ناديين لكرة القدم.
1. أبناء الطيبة ويلعب بالدرجة الثانية الجنوبية.
2. «ن.ر. شباب الطيبة» وهي عبارة عن اتحاد فريقا ن.ر. الطيبة والأخوة الطيبة، ويلعب في الدرجة الثالثة.

بالإضافة لذلك فإن مدينة الطيبة سبق لها وان قدمت أول فريق عربي يلعب في الدوري الممتاز الإسرائيلي في إسرائيل، وذلك عام 1997 عندما صعد فريق «هبوعيل الطيبة» إلى تلك الدرجة.
كذلك يوجد في المدينة فريق كرة سلة للبنات يلعب في الدرجة القطرية.
أما على صعيد المنشئات فإن مدينة الطيبة تمتلك استاد لكرة القدم تم بناؤه في العام 1990م وذلك عندما صعد فريق الهبوعيل إلى الدرجة القطرية (الثانية في إسرائيل آنذاك) وقد كلّف بناء الملعب في تلك الفترة مبلغ مليوني شيقل، ويتسع الملعب لحولي 2,500 شخص، وتم تملؤته لأول مرة في مباراة أبناء الطيبة الاحتفالية بالصعود للدرجة الأولى عام 2009 أمام رمات يسرائيل.
إستاد ملعب الطيبة البلدي يستعمل أيضاً كملعب بيتي لفريق ن.ر. كفر برا.
يتواجد في المدينة قاعة رياضية فيها ملعب كرة سلة تتسع لأكثر من 1,000 متفرج وتستخدم أيضاً للعروض المسرحية والحفلات المدرسية ونشاطات اجتماعية أخرى.